# Hemiclepsis viridis
Hemiclepsis viridis (лат.) — вид плоских пиявок (Glossiphoniidae).

## Название
Видовой эпитет viridis в переводе с латыни означает «зелёный».

## Описание
Общая длина Hemiclepsis viridis составляет 8 мм, ширина 3 мм. Тело листообразное, уплощённое в спинно-брюшном направлении, с небольшими сосочками одинаковой формы, сгруппированными в поперечные линии. Края тела с мелкими зазубринами. Передняя часть (сегменты I—V) несколько отделена от тела, образуя головку (характерный признак рода Hemiclepsis).
Спинная поверхность тела обладает специфической окраской: хорошо различимы 15—25 ярко-зелёных продольных полос, наиболее развитые в медиальной части. В зависимости от степени развития пигментных гранул, эти полосы могут быть как прерывистыми, так и сплошными (менее яркая окраска свойственна, по-видимому, молодым особям). Брюшная поверхность однотонная.
Тело сегментированное, сегменты I и XXVI—XXVII состоят из одного кольца, сегменты II—IV и XXV состоят из двух колец, сегменты V—XXIV — из трёх колец. Суммарно количество колец равно 71. В VII сегменте располагается окологлоточное нервное кольцо.
На переднем конце тела имеется три пары глаз, глаза передней пары наиболее мелкие, задней — наиболее крупные. Первая пара находится на II, вторая — на III, третья — на IV сегменте.
Имеется мускулистый хобот. Желудок с 9 парами карманов (отростков), первая пара совсем маленькая, каждая последующая крупнее предыдущей. Кишечник с 4 парами коротких карманов.
Гермафродиты. Имеются семенной и яйцевой мешки. Мужское и женское половые отверстия (гонопоры) разделены 2 кольцами (мужская гонопора расположена между XI и XII сегментами, женская — на XII сегменте). Семенных мешков 6 пар.
Для двух особей показаны коконы с числом яиц 52 и 82 соответственно. После откладывания коконы прикрепляются к брюшной стороне тела; при прикосновении пиявка сворачивается таким образом, что защищает кокон. Новорождённые особи бесцветны за исключением пигментных гранул, образующих глаза.

## Образ жизни
Найдена в пресных водоёмах на поверхности листьев и стеблей гидриллы, кувшинки.
Эктопаразит. Питается кровью лягушек, присасываясь к любой части поверхности их кожи.

## Распространение
Известны исключительно по находкам из Индии — собраны в Тривандраме (штат Керала) и Утакаманде (штат Тамилнад). Голотип хранится в Индийском музее в Калькутте.